# Jurgen Ekkelenkamp
Jurgen Ekkelenkamp (Zeist, 5 aprile 2000) è un calciatore olandese, centrocampista dell'Udinese.
Nell'estate del 2019 venne indicato dall'UEFA come uno dei 50 giovani più promettenti per la stagione 2019-2020.

## Caratteristiche tecniche
Centrocampista centrale, nelle giovanili dell'Ajax si è fatto notare per l'abilità in zona gol pur non giocando in attacco, oltre ad avere ottime doti di inserimento si fa notare per la sua struttura longilinea abbinata a una buona forza fisica e una buona velocità è in possesso anche di notevoli doti balistiche. Può giocare anche come trequartista.

## Carriera

### Club
Cresciuto nel settore giovanile dell'Almere City, nel 2013 viene acquistato dall'Ajax che lo aggrega al proprio settore giovanile. Esordisce con l'Ajax il 19 aprile 2018 in occasione dell'incontro di Eredivisie vinto 4-1 contro il VVV-Venlo diventando il primo calciatore nato negli anni 2000 ad esordire con i Lancieri. Segna la sua prima rete fra i professionisti il 26 settembre 2018 in occasione del match di KNVB beker vinto 7-0 contro l'HVV te Werve. Il 10 aprile 2019 debutta in Champions League subentrando a Lasse Schöne al 75º minuto del match di andata dei quarti di finale contro la Juventus terminato 1-1; nei minuti di recupero, inoltre, ottiene un cartellino giallo per un fallo tattico ai danni di Cristiano Ronaldo.
Nell’annata 2019-2020 torna a giocare in pianta stabile nello Jong Ajax segnando diversi gol nella prima parte di stagione. Il 18 dicembre torna a segnare in prima squadra nel match vinto 3-4 contro il Telstar valido per il secondo turno di Coppa d’Olanda. Quattro giorni dopo, alla sua prima partita da titolare in Eredivisie 2019-2020, segna il suo primo gol nel 6-1 a favore contro l’ADO Den Haag.
Il 24 ottobre 2020 segna la sua prima doppietta e serve un assist nella partita di campionato vinta dall'Ajax in casa del VVV-Venlo per 13-0. In questa stagione mette insieme 23 presenze e 3 gol tra campionato, Coppa d’Olanda e Champions, trovando più spazio nel finale di stagione. Il 27 agosto 2021, visto il poco utilizzo, viene ceduto a titolo definitivo all'Hertha Berlino con cui firma un contratto quadriennale.
All'inizio della stagione successiva, Jurgen non viene confermato nella rosa dei berlinesi e viene ceduto all'Anversa il 7 agosto 2022 definitivamente per 5 milioni di euro. Sotto la guida del connazionale Mark van Bommel contribuisce alla vittoria del campionato belga, della Coppa e della Supercoppa.
Il 6 agosto 2024 viene ceduto per 8 milioni di euro all’Udinese con cui firma un contratto quinquennale. Il 18 agosto esordisce in serie A con i friulani subentrando al 76' a Florian Thauvin nella partita in casa del Bologna. Il 25 settembre segna la sua prima rete con i friulani, fissando il definitivo 3-1 contro la Salernitana nei sedicesimi di Coppa Italia. Il 9 febbraio 2025 segna la sua prima rete in Serie A, impattando il risultato in casa del Napoli, siglando la rete del definitivo 1-1. Sette giorni dopo segna anche la sua prima doppietta, nel successo per 3-0 contro l'Empoli.

## Statistiche

### Presenze e reti nei club
Statistiche aggiornate al 16 febbraio 2025.
| Stagione         | Squadra          | Campionato       | Campionato | Campionato | Coppe nazionali | Coppe nazionali | Coppe nazionali | Coppe continentali | Coppe continentali | Coppe continentali | Altre coppe | Altre coppe | Altre coppe | Totale | Totale |
| Stagione         | Squadra          | Comp             | Pres       | Reti       | Comp            | Pres            | Reti            | Comp               | Pres               | Reti               | Comp        | Pres        | Reti        | Pres   | Reti   |
| ---------------- | ---------------- | ---------------- | ---------- | ---------- | --------------- | --------------- | --------------- | ------------------ | ------------------ | ------------------ | ----------- | ----------- | ----------- | ------ | ------ |
| 2017-2018        | Jong Ajax        | 1D               | 1          | 1          | -               | -               | -               | -                  | -                  | -                  | -           | -           | -           | 1      | 1      |
| 2018-2019        | Jong Ajax        | 1D               | 21         | 4          | -               | -               | -               | -                  | -                  | -                  | -           | -           | -           | 21     | 4      |
| 2019-2020        | Jong Ajax        | 1D               | 21         | 11         | -               | -               | -               | -                  | -                  | -                  | -           | -           | -           | 21     | 11     |
| 2020-2021        | Jong Ajax        | 1D               | 6          | 1          | -               | -               | -               | -                  | -                  | -                  | -           | -           | -           | 6      | 1      |
| Totale Jong Ajax | Totale Jong Ajax | Totale Jong Ajax | 49         | 17         |                 | -               | -               |                    | -                  | -                  |             | -           | -           | 49     | 17     |
| 2017-2018        | Ajax             | ED               | 3          | 0          | CO              | 0               | 0               | -                  | -                  | -                  | -           | -           | -           | 3      | 0      |
| 2018-2019        | Ajax             | ED               | 3          | 0          | CO              | 1               | 1               | UCL                | 1                  | 0                  | -           | -           | -           | 5      | 1      |
| 2019-2020        | Ajax             | ED               | 4          | 1          | CO              | 3               | 1               | UCL+UEL            | 1+0                | 0                  | SO          | 0           | 0           | 8      | 2      |
| 2020-2021        | Ajax             | ED               | 15         | 3          | CO              | 4               | 0               | UCL                | 4                  | 0                  | -           | -           | -           | 23     | 3      |
| ago. 2021        | Ajax             | ED               | 0          | 0          | CO              | 0               | 0               | UCL                | 0                  | 0                  | SO          | 1           | 0           | 1      | 0      |
| Totale Ajax      | Totale Ajax      | Totale Ajax      | 25         | 4          |                 | 8               | 2               |                    | 6                  | 0                  |             | 1           | 0           | 40     | 6      |
| 2021-2022        | Hertha Berlino   | BL               | 21         | 3          | CG              | 1               | 0               | -                  | -                  | -                  | -           | -           | -           | 22     | 3      |
| 2022-2023        | Anversa          | PL               | 27+6       | 5+1        | CB              | 5               | 0               | UECL               | 2                  | 0                  | -           | -           | -           | 40     | 6      |
| 2023-2024        | Anversa          | PL               | 29+10      | 5          | CB              | 6               | 0               | UCL                | 6                  | 0                  | -           | -           | -           | 51     | 5      |
| ago. 2024        | Anversa          | PL               | 1          | 0          | CB              | 0               | 0               | -                  | -                  | -                  | -           | -           | -           | 1      | 0      |
| Totale Anversa   | Totale Anversa   | Totale Anversa   | 57+16      | 10+1       |                 | 11              | 0               |                    | 8                  | 0                  |             | -           | -           | 92     | 11     |
| 2024-2025        | Udinese          | A                | 21         | 3          | CI              | 1               | 1               | -                  | -                  | -                  | -           | -           | -           | 22     | 4      |
| Totale carriera  | Totale carriera  | Totale carriera  | 189        | 38         |                 | 21              | 3               |                    | 14                 | 0                  |             | 1           | 0           | 224    | 41     |

## Palmarès

### Club

#### Competizioni nazionali
- Coppa dei Paesi Bassi: 2

Ajax: 2018-2019, 2020-2021
- Campionato olandese: 2

Ajax: 2018-2019, 2020-2021
- Supercoppa dei Paesi Bassi: 1

Ajax: 2019
- Coppa del Belgio: 1

Anversa: 2022-2023
- Campionato belga: 1

Anversa: 2022-2023
- Supercoppa del Belgio: 1

Anversa: 2023